# 夷隅郡

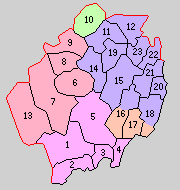
1.上野村 2.清海村 3.勝浦村 4.豐濱村 5.總野村 6.總元村 7.西畑村 8.大多喜町 9.上瀑村 10.瑞澤村 11.千町村 12.古澤村 13.老川村 14.中川村 15.東村 16.布施村 17.御宿村 18.浪花村 19.國吉村 20.中魚落村 21.東海村 22.旭町 23.中根村（紫：夷隅市 桃紅：勝浦市 紅：大多喜町 橙：御宿町 綠：長生郡睦澤町）

夷隅郡（日语：／ Isumi gun */?）是千葉縣的一郡。人口19,370人、面積154.75km²。（2005年）
現轄以下2町。
- 大多喜町
- 御宿町